# Reuven Rubin

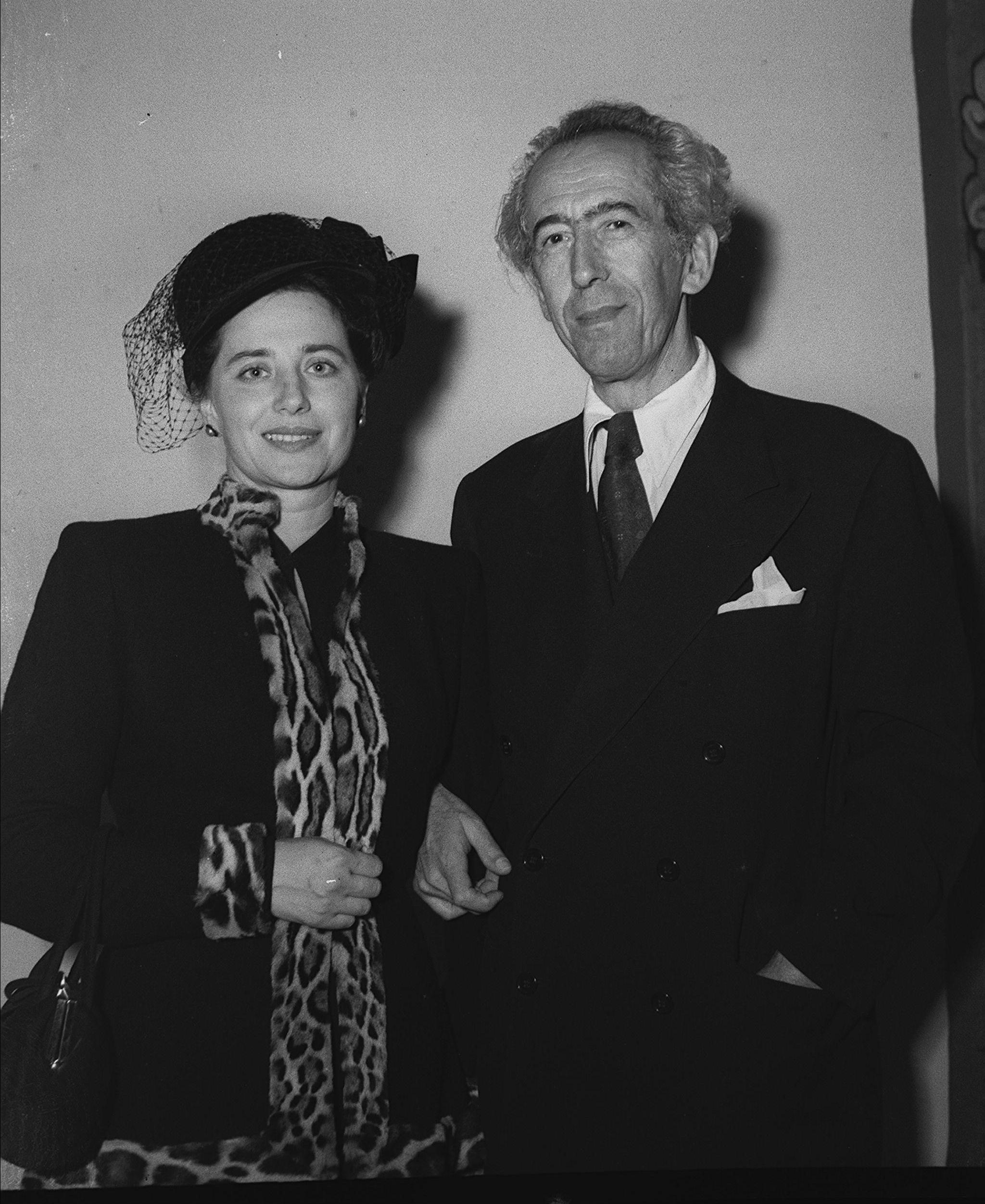
Reuven Rubin, cel dintâi ministru plenipotenţiar al Israelului în România, cu soţia lui, Esther, 1948

Reuven Rubin (nume la naștere: Rubin Zelicovici ) (n. 13 noiembrie 1893, Galați, România – d. 13 octombrie 1974, Tel Aviv, Israel) a fost un pictor israelian, de origine evreu român, unul din cei mai însemnați pictori din țara sa, care s-a făcut cunoscut în perioada mandatului britanic in Palestina și în primii ani de existență ai Israelului modern. În creația sa a exprimat lumina și spiritualitatea Țării Israelului. El a fost totodată cel dintâi reprezentant diplomatic, cu rang de ministru plenipotențiar, al statului Israel în România. A fost laureat al Premiului Israel în 1973

## Biografie
Reuven Rubin s-a născut sub numele Rubin Zelicovici în 1893 la Galați în România într-o familie evreiască hasidică de condiție modestă. 
Reuven Zelicovici (later Reuven Rubin) Tatăl său, Rebbe Yoel Dov Zelicovici, originar din Fântâna Mare, Fălticeni 
a slujit în sinagogă ca hazan (cantor) și shamash, iar mama sa, Fani Faige (Tzipora) născută Rabinovici , originară din comuna Lespezi, Iașiera fiică de rabin și s-a măritat la 15 ani prin mijlocirea unui pețitor.
Reuven a fost al optulea dintre 13 copii, din care au supraviețuit numai trei.
Talentul său artistic a ieșit la iveală încă la vârsta de trei ani, în vreme ce învăța la heder, școala tradițională evreiască pentru băieți.
Unele din picturile sale, trimise de un prieten al fratelui său, au fost publicate într-o revistă pentru copii. Numai că interesul sau pentru artă nu a fost încurajat de părinți. 
Și-a petrecut tinerețea la Fălticeni, unde a semnat punerea în scenă a piesei "Avarul" de Moliére.